# Aberdeen Football Club 2012-2013
Questa voce raccoglie le informazioni riguardanti l'Aberdeen Football Club nelle competizioni ufficiali della stagione 2012-2013.

## Stagione
- In Scottish Premier League l'Aberdeen si classifica all'8º posto (48 punti), dietro all'Hibernian e davanti al Motherwell.
- In Scottish Cup viene eliminato agli ottavi di finale dall'Hibernian (1-0).
- In Scottish League Cup viene eliminato ai quarti di finale dal St. Mirren (2-2 e poi 2-4 ai rigori).

## Maglie e sponsor
| Casa | Trasferta |

## Rosa
| N. |                             | Ruolo | Calciatore                       |
| -- | --------------------------- | ----- | -------------------------------- |
| 1  | Scozia (bandiera)           | P     | Jamie Langfield                  |
| 2  | Scozia (bandiera)           | D     | Ryan Jack                        |
| 3  | Scozia (bandiera)           | D     | Clark Robertson                  |
| 4  | Scozia (bandiera)           | D     | Russell Anderson (capitano)      |
| 5  | Scozia (bandiera)           | C     | Gavin Rae                        |
| 6  | Scozia (bandiera)           | D     | Andrew Considine (vice-capitano) |
| 7  | Scozia (bandiera)           | C     | Chris Clark                      |
| 8  | Inghilterra (bandiera)      | C     | Robert Milsom                    |
| 9  | Inghilterra (bandiera)      | A     | Scott Vernon                     |
| 10 | Irlanda del Nord (bandiera) | C     | Niall McGinn                     |
| 11 | Irlanda (bandiera)          | C     | Jonny Hayes                      |
| 13 | Scozia (bandiera)           | C     | Nicky Low                        |
| 14 | Nuova Zelanda (bandiera)    | A     | Rory Fallon                      |
| 15 | Scozia (bandiera)           | C     | Peter Pawlett                    |

| N. |                             | Ruolo | Calciatore        |
| -- | --------------------------- | ----- | ----------------- |
| 16 | Inghilterra (bandiera)      | C     | Isaac Osbourne    |
| 17 | Scozia (bandiera)           | D     | Gary Naysmith     |
| 18 | Scozia (bandiera)           | C     | Stephen Hughes    |
| 19 | Scozia (bandiera)           | A     | Mitchel Megginson |
| 20 | Scozia (bandiera)           | C     | Ryan Fraser       |
| 21 | Irlanda del Nord (bandiera) | A     | Josh Magennis     |
| 22 | Scozia (bandiera)           | D     | Mark Reynolds     |
| 23 | Irlanda (bandiera)          | D     | Joe Shaughnessy   |
| 24 | Scozia (bandiera)           | C     | Jordon Brown      |
| 25 | Scozia (bandiera)           | C     | Jamie Masson      |
| 30 | Scozia (bandiera)           | P     | Danny Rogers      |
| 32 | Galles (bandiera)           | P     | Jason Brown       |
| 34 | Scozia (bandiera)           | A     | Declan McManus    |
| 38 | Scozia (bandiera)           | A     | Cammy Smith       |

## Risultati

### Scottish Premier League
| Arbitro: | Calum Murray |

|                  |           |  |
| Kris Commons 79’ | Marcatori |  |

| Aberdeen 11 agosto 2012, ore 16:00 2ª giornata | Aberdeen    | 0 – 0 referto | Ross County | Pittodrie Stadium (14.010 spett.)\| Arbitro: \| Euan Norris \| |
| Arbitro:                                       | Euan Norris |               |             |                                                                |

| Arbitro: | John Beaton |

|                       |           |                                    |
| Nigel Hasselbaink 83’ | Marcatori | 16’ Isaac Osbourne 47’ Jonny Hayes |

| Aberdeen 26 agosto 2012, ore 16:00 4ª giornata | Aberdeen  | 0 – 0 referto | Hearts | Pittodrie Stadium (11.971 spett.)\| Arbitro: \| Alan Muir \| |
| Arbitro:                                       | Alan Muir |               |        |                                                              |

| Aberdeen 1º settembre 2012, ore 16:00 5ª giornata | Aberdeen     | 0 – 0 referto | St. Mirren | Pittodrie Stadium (9.288 spett.)\| Arbitro: \| Brian Colvin \| |
| Arbitro:                                          | Brian Colvin |               |            |                                                                |

| Arbitro: | George Salmond |

|                         |           |                 |
| Richie Foran 67’ (rig.) | Marcatori | 84’ Cammy Smith |

| Arbitro: | Bobby Madden |

|                                                   |           |                                                       |
| Gavin Rae 6’ Niall McGinn 84’ Josh Magennis 90+3’ | Marcatori | 42’ Michael Higdon 48’ Shaun Hutchinson 82’ Nicky Law |

| Arbitro: | Calum Murray |

|                               |           |                |
| Niall McGinn 4’ Gavin Rae 71’ | Marcatori | 33’ Eoin Doyle |

| Arbitro: | Steven McLean |

|                 |           |                                                 |
| Ryan O'Leary 3’ | Marcatori | 46’ Gavin Rae 55’ Niall McGinn 90’ Scott Vernon |

| Arbitro: | Iain Brines |

|                 |           |                  |
| John Rankin 22’ | Marcatori | 53’ Niall McGinn |

| Arbitro: | Calum Murray |

|                                  |           |  |
| Niall McGinn 14’ Jonny Hayes 74’ | Marcatori |  |

| Arbitro: | Craig Thomson |

|                                          |           |                  |
| Mark Reynolds 37’ (aut.) Steven Ross 49’ | Marcatori | 77’ Niall McGinn |

| Arbitro: | Stephen Finnie |

|                     |           |                                                                      |
| Steven Thompson 88’ | Marcatori | 10’ Jonny Hayes 45+1’ Niall McGinn 86’ Chris Clark 87’ Mark Reynolds |

| Arbitro: | Craig Thomson |

|  |           |                                        |
|  | Marcatori | 73’ Lassad Nouioui 77’ Charlie Mulgrew |

| Arbitro: | Bobby Madden |

|  |           |                  |
|  | Marcatori | 77’ Niall McGinn |

| Arbitro: | Alan Muir |

|                                       |           |                                                 |
| Josh Magennis 45+2’ Josh Magennis 50’ | Marcatori | 36’ Billy McKay 58’ Gary Warren 82’ Billy McKay |

| Arbitro: | Euan Norris |

|                                               |           |  |
| Ryan Stevenson 31’ (rig.) Callum Paterson 54’ | Marcatori |  |

| Arbitro: | Craig Charleston |

|  |           |                              |
|  | Marcatori | 45+2’ (rig.), 86’ Liam Kelly |

| Arbitro: | Stephen Finnie |

|                                   |           |  |
| Niall McGinn 63’ Niall McGinn 81’ | Marcatori |  |

| Arbitro: | Craig Thomson |

|                                                                     |           |                 |
| Tom Hateley 9’ Jamie Murphy 31’ Jamie Murphy 45’ Michael Higdon 55’ | Marcatori | 34’ Jonny Hayes |

| Arbitro: | Brian Colvin |

|                  |           |                                                    |
| Mark Stewart 82’ | Marcatori | 46’ Niall McGinn 69’ Niall McGinn 89’ Niall McGinn |

| Arbitro: | Alan Muir |

|                                   |           |                                              |
| Scott Vernon 11’ Niall McGinn 53’ | Marcatori | 20’ Gavin Gunning 34’ (aut.) Jamie Langfield |

| Arbitro: | Crawford Allan |

|                                                    |           |  |
| Andrew Shinnie 53’ Billy McKay 61’ Billy McKay 78’ | Marcatori |  |

| Aberdeen 27 gennaio 2013, ore 13:30 24ª giornata | Aberdeen      | 0 – 0 referto | Hibernian | Pittodrie Stadium (7.184 spett.)\| Arbitro: \| Craig Thomson \| |
| Arbitro:                                         | Craig Thomson |               |           |                                                                 |

| Arbitro: | Steven McLean |

|                                                 |           |                  |
| Grégory Tadé 33’ Rowan Vine 68’ Dave Mackay 70’ | Marcatori | 44’ Niall McGinn |

| Aberdeen 9 febbraio 2013, ore 16:00 26ª giornata | Aberdeen    | 0 – 0 referto | St. Mirren | Pittodrie Stadium (7.240 spett.)\| Arbitro: \| John Beaton \| |
| Arbitro:                                         | John Beaton |               |            |                                                               |

| Arbitro: | Brian Colvin |

|                  |           |  |
| Niall McGinn 18’ | Marcatori |  |

| Arbitro: | Euan Norris |

|                    |           |                |
| Paul Heffernan 40’ | Marcatori | 7’ Rory Fallon |

| Arbitro: | Crawford Allan |

|  |           |               |
|  | Marcatori | 81’ Gary Glen |

| Aberdeen 9 marzo 2013, ore 16:00 30ª giornata | Aberdeen     | 0 – 0 referto | Motherwell | Pittodrie Stadium (8.210 spett.)\| Arbitro: \| Kevin Clancy \| |
| Arbitro:                                      | Kevin Clancy |               |            |                                                                |

| Arbitro: | Steven McLean |

|                                                                            |           |                                                        |
| Kris Commons 1’ Charlie Mulgrew 68’ Gary Hooper 87’ Georgios Samaras 90+4’ | Marcatori | 45+1’ Scott Vernon 53’ Josh Magennis 60’ Josh Magennis |

| Arbitro: | Willie Collum |

|                                   |           |  |
| Niall McGinn 10’ Niall McGinn 55’ | Marcatori |  |

| Arbitro: | Craig Thomson |

|                     |           |  |
| Rory Boulding 90+3’ | Marcatori |  |

| Edimburgo 22 aprile 2013, ore 20:30 34ª giornata | Hibernian     | 0 – 0 referto | Aberdeen | Easter Road Stadium (8.326 spett.)\| Arbitro: \| Steven McLean \| |
| Arbitro:                                         | Steven McLean |               |          |                                                                   |

| Arbitro: | Craig Charleston |

|                 |           |  |
| Niall McGinn 4’ | Marcatori |  |

| Arbitro: | Alan Muir |

|                   |           |                         |
| Jim McAlister 20’ | Marcatori | 70’ (rig.) Niall McGinn |

| Paisley 11 maggio 2013, ore 16:00 37ª giornata | St. Mirren         | 0 – 0 referto | Aberdeen | St. Mirren Park (4.292 spett.)\| Arbitro: \| Dr John McKendrick \| |
| Arbitro:                                       | Dr John McKendrick |               |          |                                                                    |

| Arbitro: | Crawford Allan |

|                         |           |                    |
| Jamie Hamill 78’ (aut.) | Marcatori | 62’ Ryan Stevenson |

### Scottish Cup
| Arbitro: | Willie Collum |

|                  |           |                  |
| Niall McGinn 90’ | Marcatori | 80’ Jamie Murphy |

| Arbitro: | Willie Collum |

|                             |           |                                     |
| Michael Higdon 90+2’ (rig.) | Marcatori | 51’ Rory Fallon 61’ Joe Shaughnessy |

| Arbitro: | Iain Brines |

|                 |           |  |
| Gary Deegan 49’ | Marcatori |  |

### Scottish League Cup
| Arbitro: | Iain Brines |

|  |           |                                  |
|  | Marcatori | 109’ Gavin Rae 115’ Scott Vernon |

| Arbitro: | John Beaton |

|  |           |                    |
|  | Marcatori | 90+3’ Scott Vernon |

| Arbitro: | Crawford Allan |

|                                      |                      |                                |
| Scott Vernon 22’ Josh Magennis 90+2’ | Marcatori            | 6’ Sam Parkin 69’ Kenny McLean |
|                                      | Tiri di rigore 4 – 6 |                                |